# Rhacoma standleyi
Rhacoma standleyi là một loài thực vật có hoa trong họ Dây gối. Loài này được (Lundell) Standl. & Steyerm. miêu tả khoa học đầu tiên năm 1944.